# ホンコン・フライド・ムービー
『ホンコン・フライド・ムービー』（原題：雞同鴨講、英題：Chicken and Duck Talk）または『新Mr.Boo!香港グワグワコケコッコ戦争』は、1988年のコメディ香港映画。
伝統的な中国文化と現代的な西洋文化とを風刺を込めて対比させつつ、両文化を取り込んで成長する香港社会のたくましさを描く。興行は成功を収め、1988年香港アカデミー賞作品トップ10の第4位、AFI最優秀男優賞などに輝いた。
日本では、「マイケル・ホイ電影スペシャル92」と銘打って『ホンコン・フライド・ムービー』『ミスター・ココナッツ』『フロント・ページ』の順に三週にわたり小規模上映された。

## あらすじ
ホイ（マイケル・ホイ）は昔気質の老舗ローストダック食堂の主人。店は古く不衛生だが、味自慢と姑息な切り盛りでなんとか保っていた。しかしある日、欧米式の最新設備を備えたフライドチキン店“ダニーズ・チキン”が向かいに開店する。しょせん冷凍肉のファーストフードと高をくくり、従業員たちの不安や資産家の義母（パク・ヤン）の助言に耳を貸さないホイだったが、洗練された接客や派手な宣伝を仕掛けるダニーズに客をすべてとられてしまう。
焦るホイは、些細なことから諍いを起こし従業員ナマズ（リッキー・ホイ）を失う。見よう見まねで集客を図るもことごとく失敗。あげくには、ライバルつぶしに余念のないダニーズの妨害工作にまんまとはまってしまう。妻ギョン（シルビア・チャン）のとりなしによりナマズとは和解したものの、保健所からの営業停止処分や多額の追徴課税に窮地に陥るホイ。覚悟を決めた彼は、折り合いの悪い義母に頭を下げて資金を得、従業員たちと力を合わせて店の再建を図る。

## キャスト
| 俳優                           | 役名                               |
| ------------------------------ | ---------------------------------- |
| マイケル・ホイ                 | ホイ（老許）                       |
| シルビア・チャン               | ホイの妻ギョン（阿娟）             |
| パク・ヤン（白茵）             | ホイの義母                         |
| ン・リョン（呉良）             | ホイの息子                         |
| リッキー・ホイ                 | 従業員ナマズ（魷魚絲）             |
| ローウェル・ロー（盧冠廷）     | 従業員チム（狒狒）                 |
| スティーヴン・ホー（何啓南）   | 従業員ナン（阿南）                 |
| イップ・ウィンチョウ（葉榮祖） | 従業員パン（阿鵬）                 |
| ホイ・インイン（許瑩英）       | 従業員マリア（瑪莉亞）             |
| ローレンス・ウン               | ダニーズのオーナー（潘丹尼）       |
| ク・フェン（谷峰）             | ダニーズの支配人（雷蒙）           |
| ジェームズ・ライ（黎永強）     | 保健所の衛生監視員                 |
| リー・シウリン（李小玲）       | 保健所の衛生監視員                 |
| サミュエル・ホイ               | 有名芸能人（本人役）               |
| ロー・クーンラン（羅冠蘭）     | チムの妻                           |
| グロリア・イップ（葉蘊儀）     | ホイの息子の同級生ジュディ（茱蒂） |
| ホー・パク・クォン（何柏光）   | ミニバスの運転手                   |
| ポーラ・チョイ（徐小鳳）       | 女性客                             |

## ロケ地
大埔墟の仁興街（香港鉄路博物館付近）でロケが行われた。

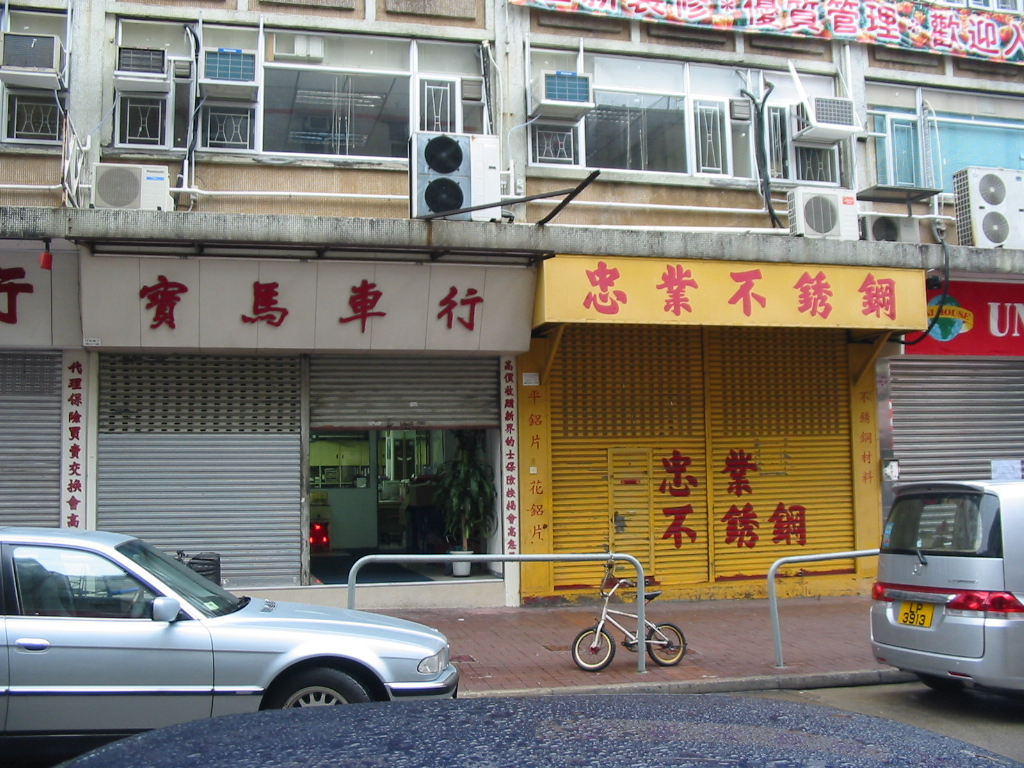
右手の「忠業不鏽鋼」がダニーズのロケーションとなった店舗。
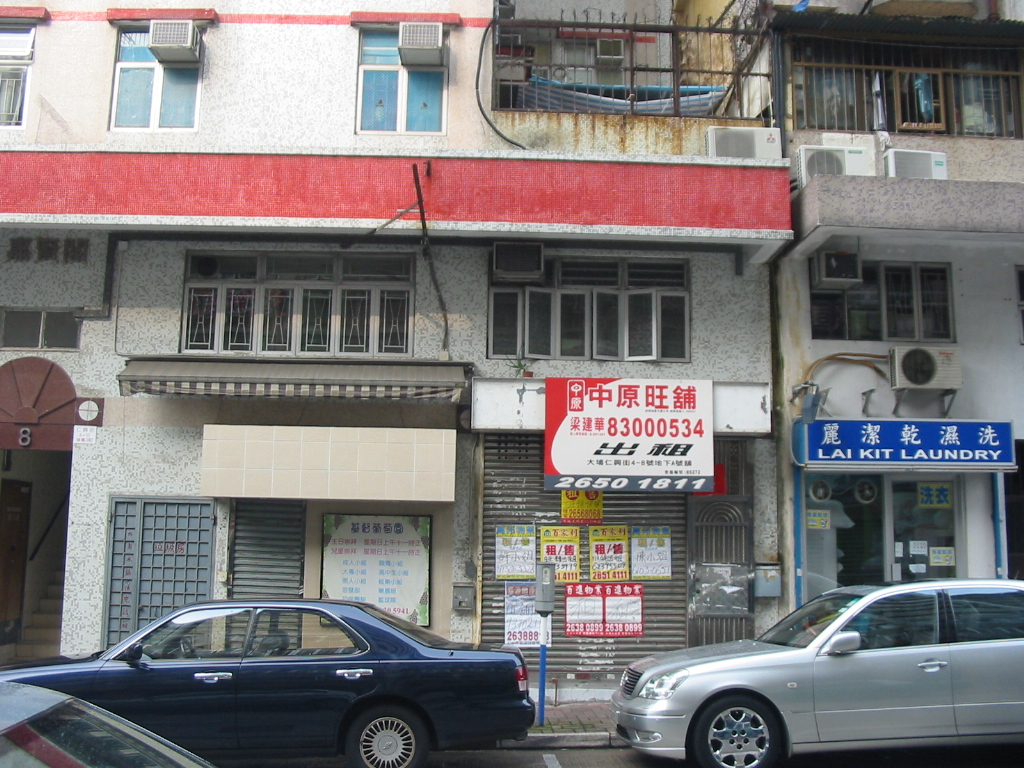
中央の空店舗がホイの店のロケーションとなった店舗。